# Хоміцький Юрій Юрійович
Хоміцький Юрій Юрійович (28 липня 1983, Київ, Україна) — український ралійний гонщик та конструктор, чемпіон України з ралі (2018), дворазовий чемпіон України з ралі в командному заліку (2019, 2021), засновник та керівник гоночної команди DENSO X-Team.

## Кар'єра

### Аматорське ралі
Захоплення Юрія Хоміцького автоспортом почалось з участі в змаганні з аматорського ралі на київському автодромі «Чайка», куди він випадково потрапив на запрошення свого товариша. Протягом п'яти років після того Юрій постійно брав участь в різних турнірах з цієї дисципліни, стабільно посідаючи призові місця у відповідних заліках.
Наприкінці 2012 року Хоміцький придбав занедбаний автомобіль Subaru Impreza STi, який раніше належав покійному на той час чемпіону України з ралі 2005 року Андрію Александрову, та власними силами підготував його до участі в професійному ралі. Пізніше, скориставшись нагодою, Юрій взяв участь в програмі Rally Start, яку в 2013 році запровадив комітет ралі Автомобільної федерації України для пошуку та підготовки пілотів автомобілів безпеки. В межах цієї програми Хоміцький та його штурман Андрій Бондар проїхали більшість етапів тогорічного чемпіонату України, що допомогло екіпажу ретельніше підготуватись до дебюту в професійному ралі наступного року.

### Чемпіонат України з ралі
Дебют Юрія Хоміцького в чемпіонаті України з ралі збігся з певним занепадом цього турніру, пов'язаним з початком російсько-української війни. Втім, Юрій взяв участь в усіх етапах тогорічного чемпіонату і вже на четвертому з них записав в свій актив декілька виграних спецділянок. Після закінчення сезону штурман екіпажу Андрій Бондар вирішив закінчити кар'єру, і наступного року Хоміцький продовжив виступи зі своїм другом та наставником Євгеном Леоновим. Починаючи ж з 2016 року місце штурмана в екіпажі посів киянин Андрій Рощенко, який лишався постійним ко-драйвером Хоміцького протягом наступних шести сезонів.

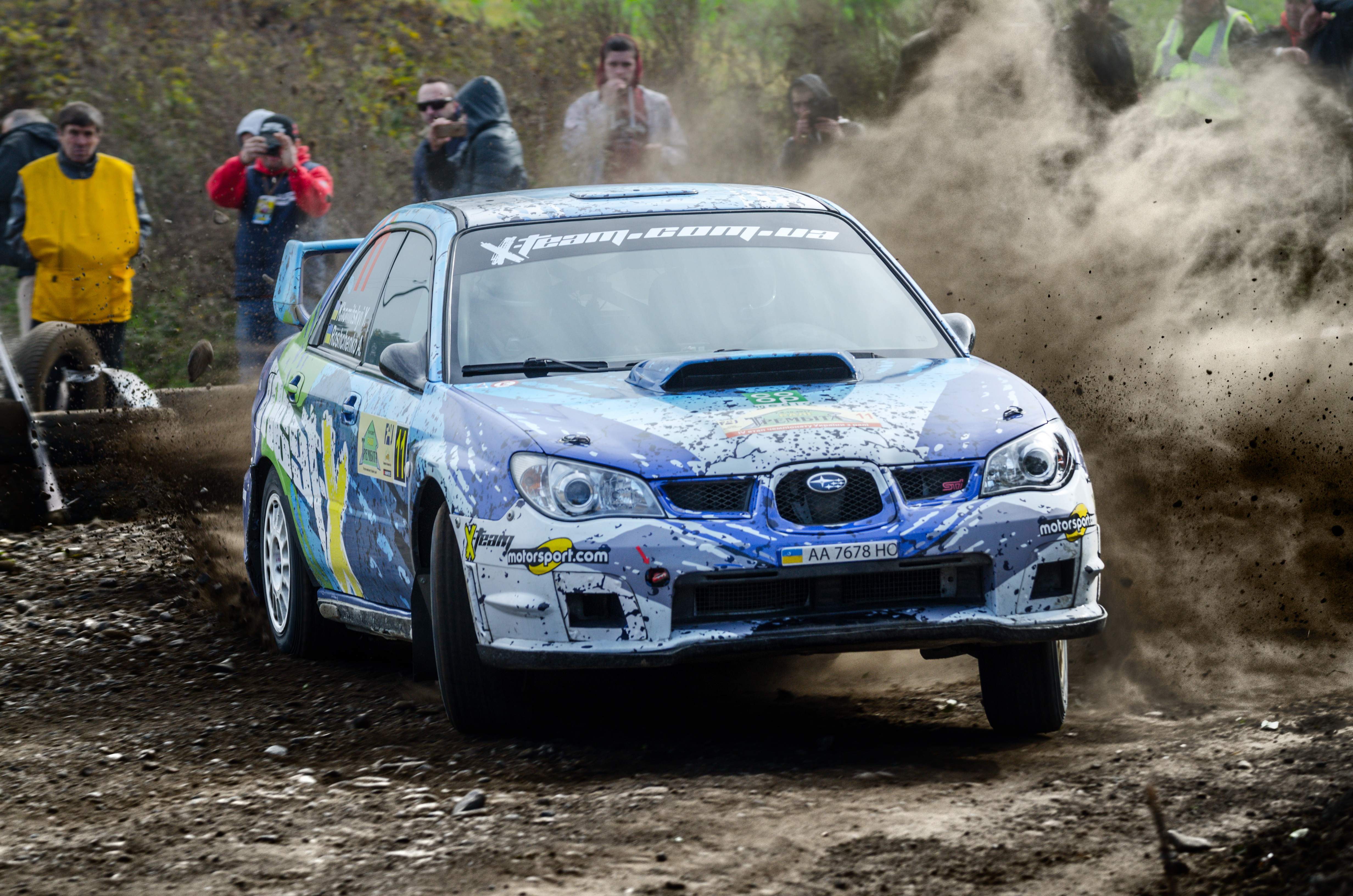
Юрій Хоміцький та Андрій Рощенко на Ралі Трембіта, Снятин, 2017 рік

Сезон 2016 року приніс екіпажу не тільки перше істотне досягнення (дві перемоги та бронзові нагороди в заліковому класі 4WD Open), але й першу серйозну аварію, якою закінчилось Ралі Галіція. Попри це, екіпаж не припинив виступів в чемпіонаті, і в сезоні-2017 покращив своє досягнення, здобувши срібні нагороди чемпіонату в тому ж заліковому класі. Зрештою, наступний чемпіонат приніс Хоміцькому та Рощенку довгоочікуваний тріумф — три перемоги та чемпіонські титули в заліку 4WD Open.
В наступному сезоні екіпаж повноцінно повів боротьбу за титули абсолютних чемпіонів України з ралі, і перед останнім етапом Юрій Хоміцький був головним претендентом на цю нагороду. Більше того, після рішення організаторів фінального етапу, Ралі Чумацький Шлях, відмінити супер-спеціальну ділянку ралі через погані погодні умови, Хоміцький достроково ставав чемпіоном за набраними очками. Втім, більшість учасників змагання вирішила звернутись до організаторів з проханням провести супер-спеціальну ділянку наступного дня — і, хоча з турнірної точки зору Хоміцькому це було невигідно, він також поставив свій підпис під цим зверненням, заявивши, що не хоче ставати чемпіоном без боротьби.
На жаль для Юрія, таке рішення не принесло йому успіху — він виграв супер-спеціальну ділянку, але не зміг подолати повну дистанцію змагання через технічні проблеми. В підсумку, Хоміцький та його найближчий суперник Антон Корзун набрали однакову кількість очок, але за додатковими показниками чемпіонський титул здобув Корзун.

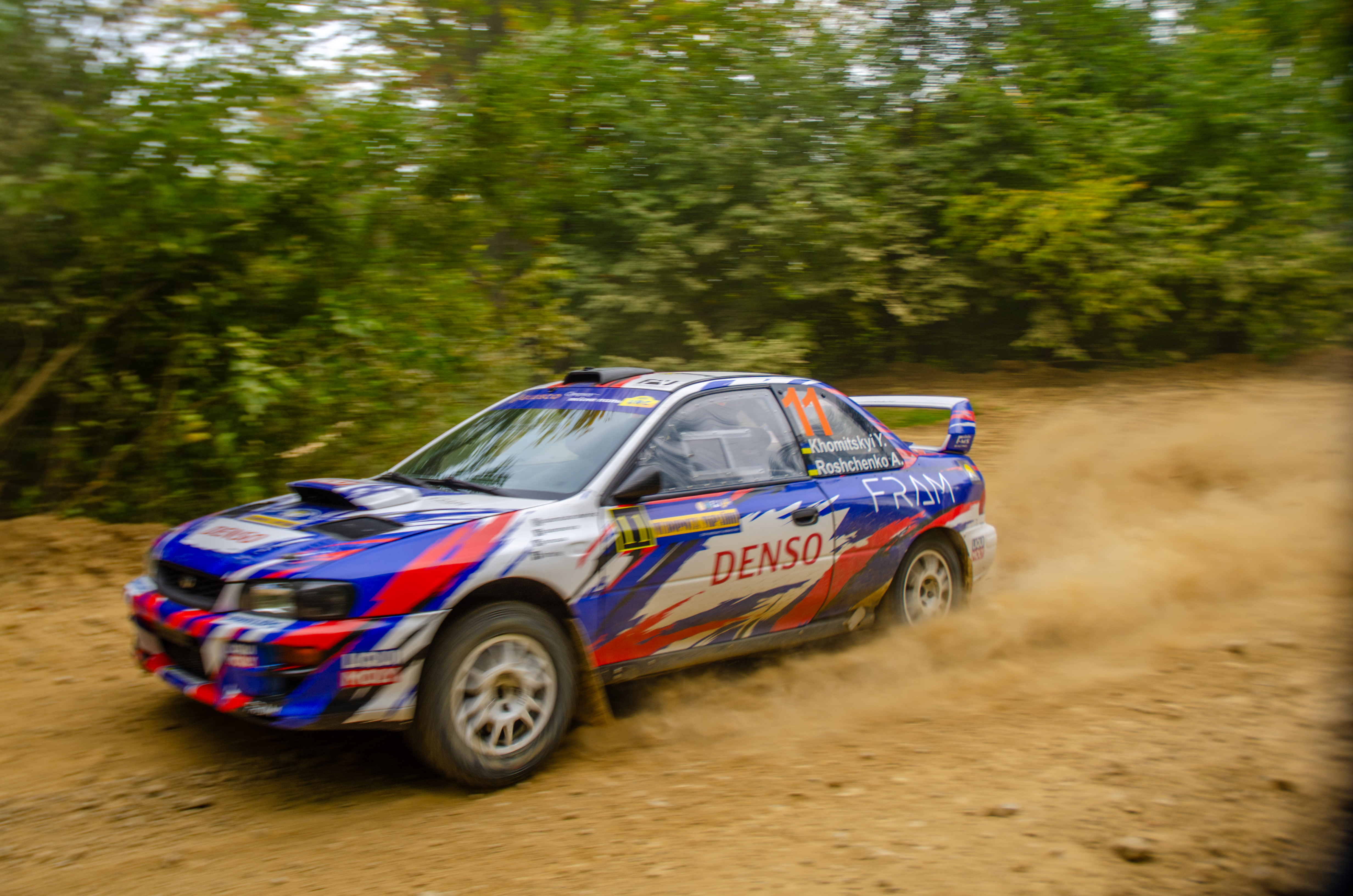
Юрій Хоміцький та Андрій Рощенко на Ралі Ворота України, Борислав, 2021 р.

Наступний чемпіонат Юрій Хоміцький розпочав на новому автомобілі Subaru Impreza 22B Proto, повністю побудованому силами його команди. Перша ж гонка принесла пілоту призове місце, але невдовзі після того він потрапив у важку аварію під час тестів в Житомирській області, внаслідок якої пропустив залишок сезону. Лікарі не давали Юрію гарантії повернення в автоспорт, але воно все ж таки відбулось — чемпіонат 2021 року Хоміцький провів в повному обсязі, здобувши за його підсумками срібні нагороди абсолютного заліку.

### Чемпіонат України з міні-ралі
Протягом всієї кар'єри Юрій Хоміцький епізодично стартував в гонках чемпіонату України з міні-ралі, відомого також як Кубок Лиманів. Здебільшого це були один-два старти на рік, які розцінювались пілотом, як тести або тренування. Виключенням стали сезони 2016 та 2021 років, коли Юрій Хоміцький та Андрій Рощенко взяли повноцінну участь в розіграші головних призів цього турніру. В обох випадках Хоміцький закінчив сезон в числі призерів абсолютного заліку та двічі став віце-чемпіоном України з міні-ралі в класі Р8.

### Конструкторська діяльність
З перших днів існування команда X-Team під керівництвом Юрія Хоміцького займалась виключно обслуговуванням та ремонтом ралійних автомобілів Subaru. Набраний за кілька років участі в змаганнях досвід дозволив команді згодом перейти до побудови власних гоночних ралі-карів на базі дорожніх автомобілів цієї марки.

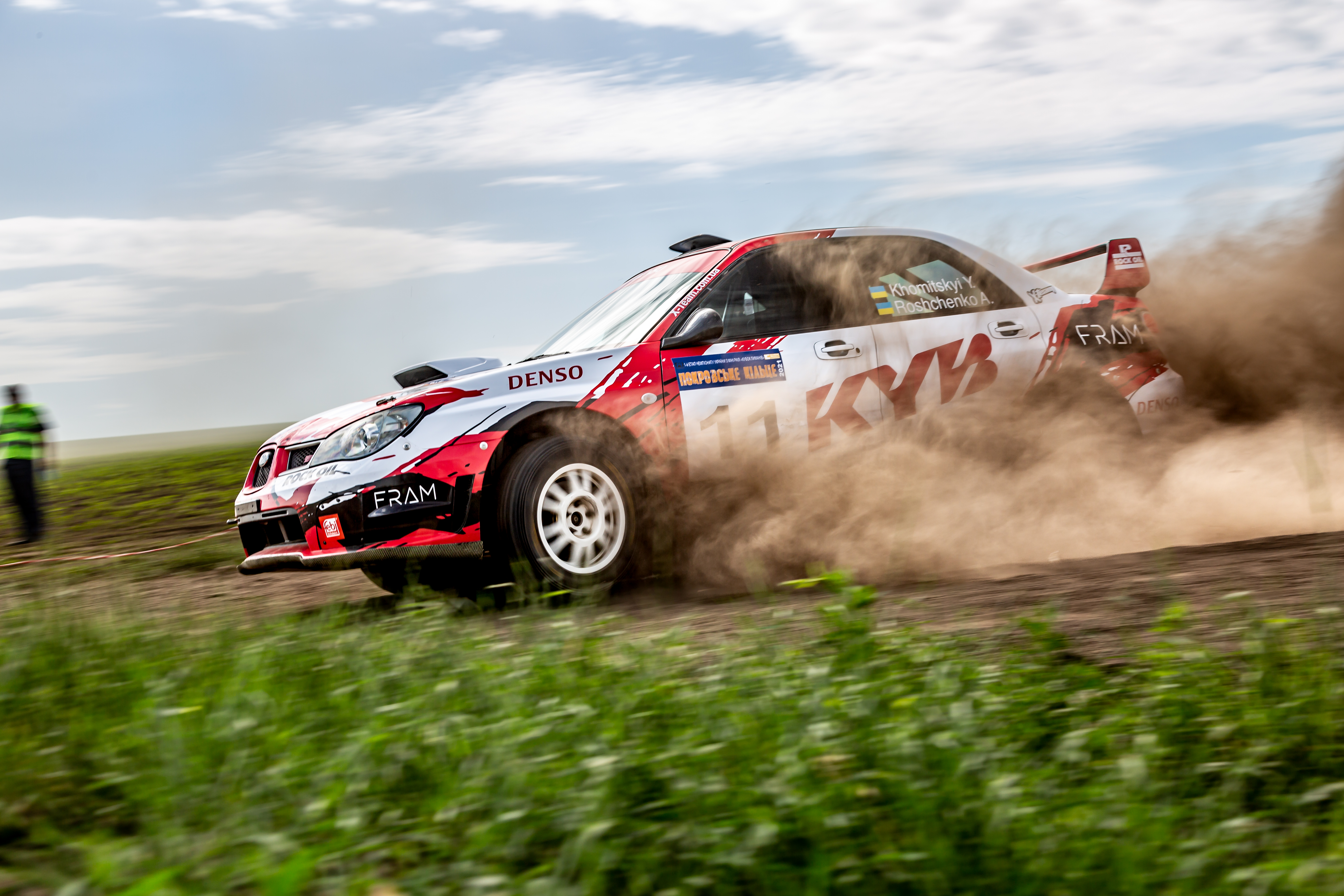
Юрій Хоміцький та Андрій Рощенко на Ралі Покровське Кільце, Северинівка, 2021 рік

Першою машиною, зібраною Хоміцьким для участі в ралі, стала Subaru Impreza STi N12, яку він побудував на базі колишнього автомобіля Андрія Александрова. Наступною великою власною розробкою став прототип на базі купе Subaru Impreza 22B, за яким з'явились ще два седани Subaru Impreza STi N12 — на одному сам Хоміцький стартував в чемпіонаті України з міні-ралі, інший був побудований на замовлення одного з клієнтів команди, Вадима Ільясова.
На чемпіонат 2022 року в Юрія Хоміцького був особливий план — на додачу до своєї Subaru він придбав подібний за підготовкою автомобіль Mitsubishi Lancer Evo IX з метою порівняти обидві машини безпосередньо в змагальному режимі. Втім, повномасштабне вторгнення Росії в Україну поставило на паузу як плани Хоміцького, так і автомобільні змагання в Україні в цілому. З перших днів війни він переорієнтував команду X-Team на ремонт та обслуговування позашляхових автомобілів для потреб Збройних Сил України, залишивши спортивний напрямок до кращих часів.

## Статистика виступів

### Чемпіонат України з ралі
| Рік  | Штурман        | Автомобіль               | Етапи | Етапи | Етапи | Етапи | Етапи | Етапи | Абсолют | Абсолют | Клас | Клас |
| Рік  | Штурман        | Автомобіль               | 1     | 2     | 3     | 4     | 5     | 6     | Поз.    | Очки    | Поз. | Очки |
| ---- | -------------- | ------------------------ | ----- | ----- | ----- | ----- | ----- | ----- | ------- | ------- | ---- | ---- |
| 2014 | Андрій Бондар  | Subaru Impreza STi       | ВУ Сх | ЧШ 7  | БУ 5  | ГА 2  |       |       | н/к*    | 0       | 2    | 200  |
| 2015 | Євген Леонов   | Subaru Impreza STi       | ЧШ –  | ВУ –  | ГА –  | ГА Сх | ХР –  |       | н/к     | 0       | н/к  | 0    |
| 2016 | Андрій Рощенко | Subaru Impreza STi       | ЗВ –  | ЧШ –  | ВУ 4  | СФ 2  | ГА Сх | ХР –  | 7       | 67      | 3    | 100  |
| 2017 | Андрій Рощенко | Subaru Impreza STi       | ЧШ 4  | УМ 3  | БУ 5  | ТР 3  |       |       | 3       | 89      | 2    | 110  |
| 2018 | Андрій Рощенко | Subaru Impreza STi       | ГА 4  | УМ 3  | СТ 2  | ЧШ 2  | ТР -  |       | 2       | 154     | 1    | 190  |
| 2019 | Андрій Рощенко | Subaru Impreza STi       | СТ Сх | ФО 1  | ТР 2  | ГА 3  | ВУ 1  | ЧШ Сх | 2       | 188     | 2    | 170  |
| 2020 | Андрій Рощенко | Subaru Impreza 22B Proto | ЧШ 3  | МА -  | ГА -  | ТР -  | СТ -  |       | н/к     | 0       | н/к  | 0    |
| 2021 | Андрій Рощенко | Subaru Impreza 22B Proto | ЧШ 4  | ГА 2  | ТР Сх | ВУ 2  |       |       | 2       | 77      | 2    | 81   |

* В 2014 році, згідно регламенту, не брав участі в абсолютному заліку.

## Цікаві факти
- Свій перший автомобіль Subaru Impreza STi N11 для участі в аматорському ралі Юрій Хоміцький придбав в стані «після аварії» та власноруч відремонтував у власному гаражі на Троєщині[14].